# 莫高镇
莫高镇，是中华人民共和国甘肃省酒泉市敦煌市下辖的一个乡镇级行政单位。莫高窟位于此地。1996年合并自五墩乡和三危乡。

## 行政区划
莫高镇下辖以下地区：
新店台村、五墩村、新墩村、苏家堡村、窦家墩村、三危村、甘家堡村和泾桥村。